# Asterinothyriella
Asterinothyriella är ett släkte av svampar. Asterinothyriella ingår i divisionen sporsäcksvampar och riket svampar.